# Theresa Mary Griffin

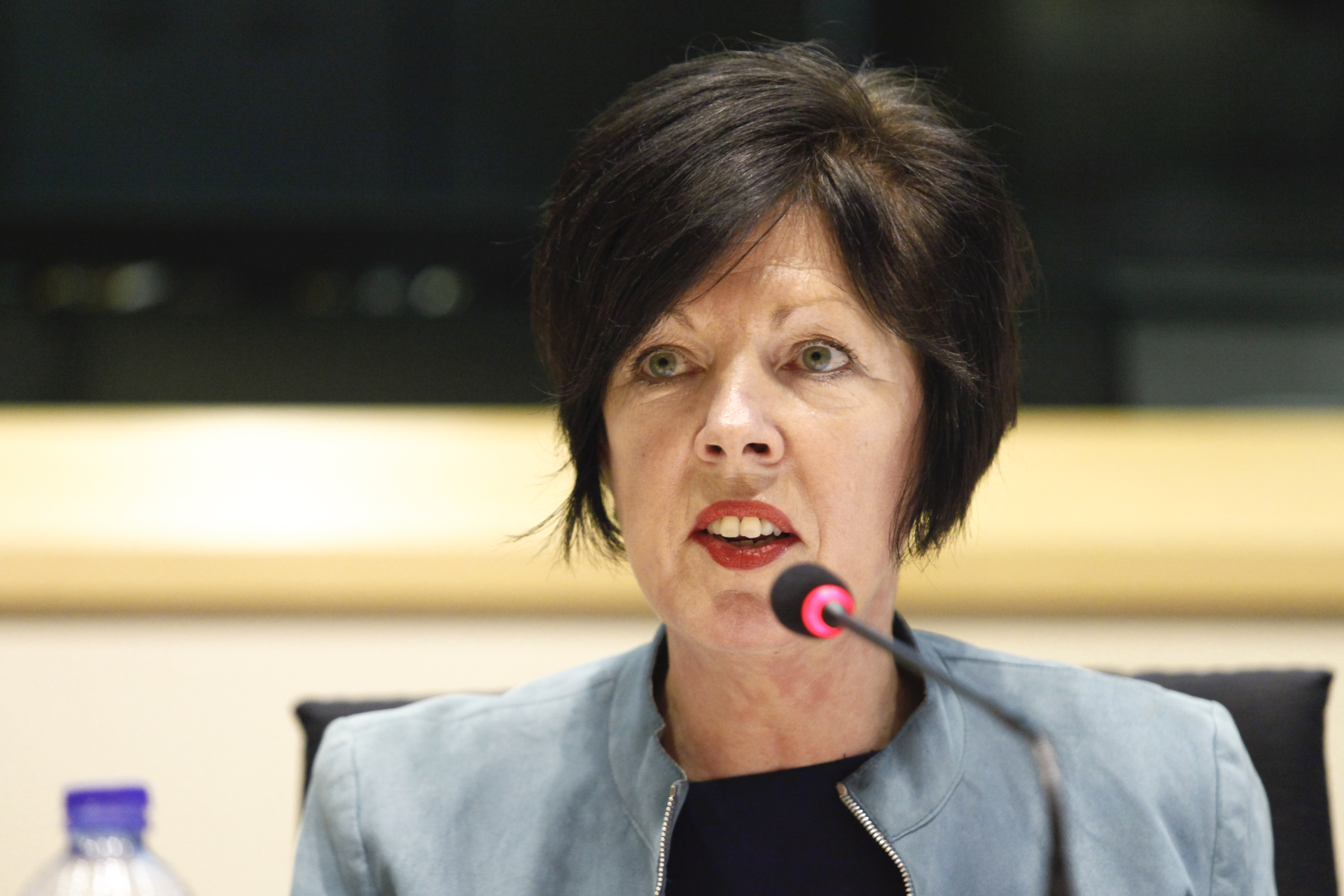
Theresa Mary Griffin, 2014

Theresa Mary Griffin, Baroness Griffin of Princethorpe (* 11. Dezember 1962 in Coventry) ist eine britische Politikerin der Labour Party.

## Leben
Griffin studierte an der Lancaster University. In den 1990er Jahren war sie Mitglied im Stadtrat von Liverpool. Von 1999 bis 2009 war Griffin Abgeordnete im Europäischen Parlament. Von 2014 bis zum 31. Januar 2020 war Griffin erneut Abgeordnete im Europäischen Parlament. Dort war sie Mitglied im Ausschuss für Industrie, Forschung und Energie und in der Delegation im Ausschuss für parlamentarische Kooperation EU-Russland.
Am 16. Januar 2025 wurde sie als Baroness Griffin of Princethorpe, of Princethorpe in the County of Warwickshire, zur Life Peeress erhoben und ist dadurch seither Mitglied des britischen House of Lords.